# Waldringfield
Waldringfield is een civil parish in het bestuurlijke gebied East Suffolk, in het Engelse graafschap Suffolk. In 2001 telde het civil parish 460 inwoners.

## Overleden
- William Lawrence Bragg (1890-1971), Brits wiskundige en natuurkundige